# Leandro Marín
Leandro Lucas Marín (Neuquén, Argentina, 22 de enero de 1992) es un futbolista argentino. Juega como defensor. Actualmente se encuentra sin equipo.

## Trayectoria
Se inició en la escuelita de Independiente de Neuquén junto con su hermano Santiago, donde luego largarían en las inferiores. Ahí Leandro jugaba como volante por derecha, posición en la que debutó en la Primera de la Liga de Neuquén, donde sólo jugó dos partidos.

### Centenario
Comenzó su carrera como jugador de fútbol profesional en el club Asociación Deportiva Centenario, de la ciudad de Centenario, Provincia del Neuquén. Allí debutó oficialmente a los 14 años, durante la participación del Torneo Argentino B 2006/07.

### Boca Juniors

#### Temporada 2010
Debutó en la Primera División de Argentina el 12 de abril de 2010 contra Arsenal por la fecha 14 del Torneo Clausura 2010, con el dorsal 42, sustituyendo a Hugo Ibarra. Dicho partido terminó 4-0 a favor de Boca. A su vez, jugaba en la Selección Argentina Sub-17.
Para el Torneo Apertura 2010 Leandro solo disputó dos partidos. El primero en la fecha 3 contra All Boys donde solo jugó 45 minutos y su equipo perdió 2-0. El segundo fue por la fecha 6 en la victoria 3-1 contra Olimpo de Bahía Blanca, donde jugó los 90 minutos.

#### Temporada 2013
Luego de dos años, 2011 y 2012, sin apariciones en partidos oficiales, el 17 de abril de 2013 con Carlos Bianchi como DT, debutó en la Copa Libertadores 2013 contra el Toluca en México donde Boca perdería 3-2. Este sería el primer partido de un gran año para Marín, donde jugó 7 partidos en el Torneo Final 2013, uno por Copa Argentina 2013 y 5 en la susodicha Copa Libertadores, demostrando estar en las consideraciones del director técnico.
En el Torneo Inicial 2013 disputó los primeros 4 partidos del campeonato pero su mal rendimiento lo llevó a ser suplente. Volvió a reaparecer en las últimas dos fechas, en los empates 2-2 contra Lanús y 1-1 contra Gimnasia de La Plata.

#### Temporada 2014
En el primer semestre del 2014, Leandro jugó 5 partidos en el Torneo Final. Luego quedaría relegado del equipo titular.
Ya para la segunda mitad de año con la ida de Carlos Bianchi debido a los malos resultados y la llegada de Rodolfo Arruabarrena, Marín volvería a la titularidad. El 4 de septiembre de 2014 Leandro anotó su primer gol en Boca Juniors en un partido de la Copa Sudamericana 2014 contra Rosario Central, partido que terminaría 1-1. Próximamente anotaría otra vez contra el mismo equipo en el Torneo Transición 2014, partido que terminaría 2-1 a favor del equipo xeneize.

#### Temporada 2015
Ya en el año 2015, el futbolista comenzó de una manera no muy feliz el nuevo calendario: en un partido amistoso frente a Racing Club, jugado en Mar del Plata, Boca fue vapuleado por 4-1 y Marín fue expulsado a los 28' por una violenta infracción contra Ricardo Centurión (que a la postre, desembarcaría en Boca Juniors al año siguiente). El lateral, a partir de esto, comenzó a perder terreno frente a Gino Peruzzi, al punto de jugar apenas cinco partidos por el Campeonato 2015 y seis por la Copa Libertadores 2015, donde anotó un gol frente al Club Deportivo Palestino, en la última fecha de la fase de grupos. El partido terminaría 2-0 a favor de Boca en La Bombonera.
Sin embargo, perdería definitivamente su lugar el 7 de mayo, cuando por la ida de los octavos de final de la copa frente al máximo rival del equipo boquense —River Plate—, Marín cometió una infracción dentro del área propia a pocos minutos del epílogo, lo que terminó en un penal que luego convirtió Carlos Sánchez para darle el triunfo al conjunto millonario, en el Monumental. El Xeneize quedaría eliminado tras la suspensión del partido de vuelta en un recordado y bochornoso incidente.
El día 27 de mayo de aquel año, Leandro Marín jugó su último partido oficial con la casaca azul y oro: fue por los 32avos de final de la Copa Argentina 2014-15, frente a Huracán Las Heras. Boca, con muchísimo sufrimiento, derrotó al conjunto mendocino por 2-0, en un encuentro donde el lateral derecho saldría reemplazado al minuto 69 por Jonathan Calleri. De allí en más, Marín disputó unos pocos partidos amistosos, hasta su partida a principios del año 2016.
Leandro Marín, en su etapa como futbolista del Club Atlético Boca Juniors, totalizó 61 partidos oficiales, anotó tres goles y consiguió dos títulos (Campeonato 2015 y Copa Argentina 2014-15).

### Tigre

#### Temporada 2016
A principios del año 2016, Marín es cedido al Club Atlético Tigre por seis meses, donde apenas disputó 11 partidos oficiales, sin goles anotados, ni actuaciones brillantes.

### Arsenal de Sarandí

#### Temporada 2016-17
Boca Juniors lo cede a Marín nuevamente, pero esta vez por un año y a un club diferente: Arsenal de Sarandí. Su debut en el equipo se produce en la 3.ª fecha del Campeonato 2016-17, en el empate 1-1 contra Temperley en condición de visitante. A partir de este encuentro, el lateral se afirmó como titular del equipo.
Por la 14.ª fecha de aquel torneo, Marín lograría convertir su único gol en el club de Sarandí: frente a Vélez Sarsfield, el futbolista marcó de cabeza el segundo tanto del conjunto celeste y rojo, que finalmente ganó ese partido 2-1.
Además del torneo local, Leandro Marín disputaría los dos encuentros correspondientes a la primera ronda de la Copa Sudamericana 2017 frente a Juan Aurich de Perú. Arsenal pasó la serie con un marcador global terminante: 8-1.
En total, el futbolista totalizó 31 partidos oficiales con el equipo de Sarandí, con un gol convertido y sin títulos conseguidos.

### Lausanne-Sport

#### Temporada 2017-18
Debiendo volver a su club natal —Boca Juniors—, Marín no fue tenido en cuenta por Guillermo Barros Schelotto (DT del Xeneize en aquel momento), por lo que siguió su carrera en el Laussane-Sport de la Primera División de Suiza.
En total, el futbolista totalizó 26 partidos oficiales con el equipo Suizo, con dos goles convertidos.

### Patronato

#### Temporada 2019/20
Al terminarse el contrato con Boca Juniors, el club de Paraná posó sus ojos en él para servir como recambio en el lateral derecho.

## Selección nacional
Fue convocado por la selección argentina sub-17 para disputar el Campeonato Sudamericano Sub-17 de 2009 en Chile y la Copa Mundial de Fútbol Sub-17 de 2009 en Nigeria, donde disputó cuatro partidos.

### Participaciones con la selección
| Torneo                   | Sede    | Resultado        | Partidos | Goles |
| ------------------------ | ------- | ---------------- | -------- | ----- |
| Sudamericano Sub-17 2009 | Chile   | Subcampeón       | 5        | 0     |
| Mundial Sub-17 2009      | Nigeria | Octavos de final | 4        | 0     |

## Estadísticas
Actualizado al 29 de diciembre de 2022

| C. A. Boca Juniors Argentina | 1.ª                 | 2009-10             | 1   | 0 | 0 | -  | - | - | -  | - | - | 1   | 0 | 0 |
| C. A. Boca Juniors Argentina | 1.ª                 | 2010-11             | 2   | 0 | 0 | -  | - | - | -  | - | - | 2   | 0 | 0 |
| C. A. Boca Juniors Argentina | 1.ª                 | 2011-12             | 0   | 0 | 0 | 0  | 0 | 0 | 0  | 0 | 0 | 0   | 0 | 0 |
| C. A. Boca Juniors Argentina | 1.ª                 | 2012-13             | 7   | 0 | 0 | 1  | 0 | 0 | 5  | 0 | 0 | 13  | 0 | 0 |
| C. A. Boca Juniors Argentina | 1.ª                 | 2013-14             | 11  | 0 | 0 | -  | - | - | -  | - | - | 11  | 0 | 0 |
| C. A. Boca Juniors Argentina | 1.ª                 | 2014                | 13  | 1 | 1 | 1  | 0 | 0 | 7  | 1 | 0 | 21  | 2 | 1 |
| C. A. Boca Juniors Argentina | 1.ª                 | 2015                | 5   | 0 | 0 | 1  | 0 | 0 | 7  | 1 | 1 | 13  | 1 | 1 |
| C. A. Boca Juniors Argentina | Total               | Total               | 39  | 1 | 1 | 3  | 0 | 0 | 19 | 2 | 1 | 61  | 3 | 2 |
| C. A. Tigre Argentina | 1.ª                 | 2016                | 11  | 0 | 0 | 0  | 0 | 0 | -  | - | - | 11  | 0 | 0 |
| C. A. Tigre Argentina | Total               | Total               | 11  | 0 | 0 | 0  | 0 | 0 | -  | - | - | 11  | 0 | 0 |
| Arsenal de Sarandí Argentina | 1.ª                 | 2016-17             | 28  | 1 | 0 | 1  | 0 | 0 | 2  | 0 | 0 | 31  | 1 | 0 |
| Arsenal de Sarandí Argentina | Total               | Total               | 28  | 1 | 0 | 1  | 0 | 0 | 2  | 0 | 0 | 31  | 1 | 0 |
| Lausanne-Sport · Suiza | 1.ª                 | 2017-18             | 24  | 2 | 1 | 2  | 0 | 0 | -  | - | - | 26  | 2 | 1 |
| Lausanne-Sport · Suiza | Total               | Total               | 24  | 2 | 1 | 2  | 0 | 0 | -  | - | - | 26  | 2 | 1 |
| C. A. Patronato Argentina | 1.ª                 | 2019-20             | 11  | 0 | 1 | 11 | 0 | 0 | -  | - | - | 22  | 0 | 1 |
| C. A. Patronato Argentina | 1.ª                 | 2020                | 0   | 0 | 0 | 10 | 0 | 0 | -  | - | - | 10  | 0 | 0 |
| C. A. Patronato Argentina | 1.ª                 | 2021                | 9   | 1 | 0 | 6  | 0 | 0 | -  | - | - | 15  | 1 | 0 |
| C. A. Patronato Argentina | Total               | Total               | 20  | 1 | 1 | 27 | 0 | 0 | -  | - | - | 47  | 1 | 1 |
| Inter de Madrid · España | 3.ª                 | 2021-22             | 13  | 0 | 0 | 0  | 0 | 0 | —  | — | — | 13  | 0 | 0 |
| Inter de Madrid · España | Total               | Total               | 13  | 0 | 0 | 0  | 0 | 0 | 0  | 0 | 0 | 13  | 0 | 0 |
| Deportivo Móstoles · España | 5.ª                 | 2022-23             | 10  | 1 | 0 | 0  | 0 | 0 | —  | — | — | 10  | 1 | 0 |
| Deportivo Móstoles · España | Total               | Total               | 10  | 1 | 0 | 0  | 0 | 0 | 0  | 0 | 0 | 10  | 1 | 0 |
| Total en su carrera | Total en su carrera | Total en su carrera | 145 | 6 | 3 | 33 | 0 | 0 | 21 | 2 | 1 | 199 | 8 | 4 |
| (1)Incluye Copa Argentina. (2)Incluye Copa Libertadores y Copa Sudamericana. (3)Incluye Desempate Libertadores. (4) Media de goles por encuentro. No incluye goles en partidos amistosos. |                     |                     |     |   |   |    |   |   |    |   |   |     |   |   |

## Palmarés

### Campeonatos nacionales
| Título                         | Equipo             | País      | Año     |
| ------------------------------ | ------------------ | --------- | ------- |
| Copa Argentina                 | C. A. Boca Juniors | Argentina | 2014-15 |
| Campeonato de Primera División | C. A. Boca Juniors | Argentina | 2015    |